# 법조경합
법조경합(法助競合)이란 1개나 여러개의 행위가 여러개의 형벌법규에 해당되는 것으로 보이나 실제로는 하나만 적용이 되고 나머지는 배척되는 것을 말한다.

## 사례

### 법조경합 부정
- 부정한 이익을 얻거나 기업에 손해를 가할 목적으로 그 기업에 유용한 영업비밀이 담겨있는 타인의 재물을 절취한 후, 그 영업비밀을 사용하는 행위: 절도죄와 영업비밀부정사용죄의 경합범[1]
- 필로폰을 받아 장소를 옮겨 투약한 다음, 남은 필로폰을 숨겨 소지하는 행위: 향정신성약품수수죄와 소지죄의 경합범[2]
- 피해자의 택시 운행업무를 방해하기 위하여 이루어진 폭행행위: 업무방해죄와 폭행죄의 상상적 경합[3]

### 법조경합 긍정
- 공동상속인 중 1인이 상속재산인 임야를 보관 중 다른 상속인들로부터 그들 지분을 나눠달라는 요구를 받고도 거부한 다음, 제3자에게 근저당권설정등기를 경료해 준 행위[4]

## 참고문헌
- 김성돈. "법조경합(法條競合)의 유형과 그 판단방법." 법조 54.1 (2005): 29-67.
- 리홍,and 자오란쉐. "법조경합의 성립범위, 유형과 처벌규칙을 논함." 비교형사법연구 18.4 (2016): 197-217.
- 김준호. "법조경합과 포괄일죄의 실체법상 본질에 관한 비교법적 일고찰 — 일본 형법학의 죄수이론 변천에서 모색하는 약간의 시사점." 동북아법연구 8.2 (2014): 201-232.
- 권오걸. "범죄의 비양립적 관계의 구성과 효과 - 법조경합 · 상상적 경합과의 비교를 통해서." 법학연구 71.- (2018): 1-19.
- 김준호. "법조경합과 포괄일죄의 실체법상 죄수에 관한 판례이론의 분석." 형사법의 신동향 0.44 (2014): 1-30.
- 문채규. "[논문] 상상적 경합과 법조경합에 있어서 과형의 문제." 형사법연구 21.- (2004): 232-254.
- 최병각. "법조경합의 본질과 특징." 비교형사법연구 18.4 (2016): 417-438.
- 김준호. "법조경합과 포괄일죄의 하위유형 체계의 재편성 가능성의 검토." 법학연구 23.4 (2015): 75-92.

## 같이 보기
- 상상적 경합
- 실체적 경합
- 불가벌적 사후행위
- 포괄일죄
- 죄수론